# Lista de deputados estaduais da Paraíba da 13.ª legislatura
Esta é a lista de deputados estaduais da Paraíba para a legislatura 1995–1999. Nas eleições estaduais, foram eleitos 36 deputados estaduais.

## Composição das bancadas
| Partido | Líder            | Bancada | Posição      |
| ------- | ---------------- | ------- | ------------ |
| PMDB    | Ariano Fernandes | 17 / 36 | Governo      |
| PDT     | José Luiz Júnior | 7 / 36  | Oposição     |
| PFL     | Epitácio Leite   | 6 / 36  | Oposição     |
| PTB     | Carlos Dunga     | 2 / 36  | Oposição     |
| PT      | Padre Adelino    | 2 / 36  | Oposição     |
| PSDB    | Zenóbio Toscano  | 1 / 36  | Governo      |
| PV      | Tota Agra        | 1 / 36  | Independente |

## Deputados Estaduais
Estavam em jogo 36 vagas na Assembleia Legislativa da Paraíba.
| Número | Deputados estaduais eleitos | Partido | Votação | Percentual | Cidade onde nasceu   | Unidade federativa |
| 15111  | Zenóbio Toscano             | PSDB    | 34.837  | 3,37%      | Guarabira            | Paraíba            |
| 14233  | Carlos Dunga                | PTB     | 32.404  | 3,14%      | Pombal               | Paraíba            |
| 12600  | José Romero                 | PDT     | 18.964  | 1,83%      | João Pessoa          | Paraíba            |
| 15105  | Nominando Diniz             | PMDB    | 18.893  | 1,83%      | Princesa Isabel      | Paraíba            |
| 15115  | Ariano Fernandes            | PMDB    | 17.724  | 1,71%      | João Pessoa          | Paraíba            |
| 15211  | Robson Dutra                | PMDB    | 17.608  | 1,7%       | Campina Grande       | Paraíba            |
| 15221  | Chica Motta                 | PMDB    | 16.800  | 1,63%      | Catolé do Rocha      | Paraíba            |
| 12202  | José Luiz Júnior            | PDT     | 16.529  | 1,6%       | Bezerros             | Pernambuco         |
| 15199  | Gervásio Maia               | PMDB    | 15.870  | 1,54%      | Catolé do Rocha      | Paraíba            |
| 39200  | Valdecir Amorim             | PFL     | 15.388  | 1,49%      | Teixeira             | Paraíba            |
| 25110  | José Lacerda Neto           | PFL     | 15.277  | 1,48%      | São José de Piranhas | Paraíba            |
| 15133  | Lindolfo Pires              | PMDB    | 15.187  | 1,47%      | Sousa                | Paraíba            |
| 15220  | Tião Gomes                  | PMDB    | 14.984  | 1,45%      | Pombal               | Paraíba            |
| 15113  | Djaci Farias                | PMDB    | 14.944  | 1,45%      | Boqueirão dos Cochos | Paraíba            |
| 15101  | Domiciano Cabral            | PMDB    | 14.581  | 1,41%      | João Pessoa          | Paraíba            |
| 25105  | Epitácio Leite              | PFL     | 14.521  | 1,4%       | Cajazeiras           | Paraíba            |
| 15110  | Levi Olímpio                | PMDB    | 14.350  | 1,39%      | Pombal               | Paraíba            |
| 15222  | Walter Brito                | PMDB    | 14.148  | 1,37%      | Campina Grande       | Paraíba            |
| 15151  | Inaldo Leitão               | PMDB    | 13.897  | 1,34%      | Sousa                | Paraíba            |
| 25111  | Aércio Pereira              | PFL     | 13.649  | 1,32%      | Pombal               | Paraíba            |
| 15117  | Estefânia Maroja            | PMDB    | 13.451  | 1,3%       | João Pessoa          | Paraíba            |
| 15253  | Antônio Ivo                 | PMDB    | 13.279  | 1,28%      | Santa Luzia          | Paraíba            |
| 12123  | Neto Franca                 | PDT     | 13.268  | 1,28%      | João Pessoa          | Paraíba            |
| 15200  | Pedro Medeiros              | PMDB    | 13.244  | 1,28%      | São João do Cariri   | Paraíba            |
| 12200  | Wilson Santiago             | PDT     | 13.191  | 1,28%      | Uiraúna              | Paraíba            |
| 12345  | Vitalzinho                  | PDT     | 13.008  | 1,26%      | Campina Grande       | Paraíba            |
| 15122  | Tarcizo Telino              | PMDB    | 12.555  | 1,21%      | Cajazeiras           | Paraíba            |
| 25220  | Dona Dida                   | PFL     | 12.549  | 1,21%      | Maceió               | Alagoas            |
| 12140  | Vani Braga                  | PDT     | 12.277  | 1,19%      | Conceição            | Paraíba            |
| 12232  | Tarcísio Marcelo            | PDT     | 12.271  | 1,19%      | João Pessoa          | Paraíba            |
| 15120  | Gilbran Asfora              | PMDB    | 12.018  | 1,16%      | Campina Grande       | Paraíba            |
| 25300  | João Estrela                | PFL     | 11.890  | 1,15%      | Sousa                | Paraíba            |
| 13213  | Padre Adelino               | PT      | 11.730  | 1,13%      | Belém                | Paraíba            |
| 13110  | Luiz Couto                  | PT      | 9.449   | 0,91%      | Soledade             | Paraíba            |
| 13166  | Chico Lopes                 | PTB     | 9.243   | 0,89%      | Itaporanga           | Paraíba            |
| 43111  | Tota Agra                   | PV      | 7.826   | 0,76%      | Campina Grande       | Paraíba            |